# Max Hanke (Kartenhistoriker)
Max Hanke (* 15. Dezember 1875 in Oberglogau; † 25. Oktober 1917 in Berlin) war ein deutscher  Kartographiehistoriker und katholischer Geistlicher.
Von 1912 bis 1914 erforschte er im Kartenarchiv des Generalstabs und im Geheimen Staatsarchiv die preußische Kartengeschichte.
Mit seiner unvollendeten Dissertation Geschichte der Amtlichen Kartographie Brandenburg-Preussens bis zum Ausgang der Friderizianischen Zeit verfasste er eine umfassende Darstellung der kartografiehistorischen Ereignisse in Brandenburg-Preußen.
Seine Arbeiten wurden von Hermann Degner bearbeitet und herausgegeben.

## Publikationen
- Die Pflege der Kartographie bei der Königlich Preussischen Akademie der Wissenschaften unter der Regierung Friedrichs des Grossen. Bearbeitet von Hermann Degner. De Gruyter, Berlin 1934, DNB 363949208.
- Geschichte der Amtlichen Kartographie Brandenburg-Preussens bis zum Ausgang der Friderizianischen Zeit. Bearbeitet von Hermann Degner. Engelhorn, Stuttgart 1935, Digitalisat.